# 堺インターチェンジ
堺インターチェンジ（さかいインターチェンジ）は、大阪府堺市南区にある、阪和自動車道のインターチェンジである。堺泉北港や堺市旧鳳町域の最寄りインターチェンジだが、同市の中心部とは離れている。
和歌山方向の車両が堺泉北道路を利用する場合は、堺インターチェンジと堺泉北道の平井出入口を利用することになる。
2006年2月8日以降、吹田方面入口は通行券受取、出口は均一料金支払、和歌山方面からの出口は通行券を渡して料金支払と変更になっている。それ以前は、和歌山方面へ行く場合と和歌山方面から降りる場合は、このICで通行料を払い、松原方面へ行く場合と松原方面から降りる場合は、ここでは料金所を通らないことになっていた。

## 道路
- E26 阪和自動車道（15番）

## 歴史
- 1991年12月7日 : 美原北IC-堺IC間開通に伴い供用開始。
- 1993年9月25日 : 堺IC-岸和田和泉IC間開通。

## 周辺
- 泉北ニュータウン
- ベスピア堺インター

## 接続する道路
- 大阪府道61号堺かつらぎ線

## 料金所

### 入口

#### 松原・吹田方面
- レーン数：2
  - ETC・一般：2

#### 関西空港・和歌山方面
- 料金所無し

### 出口

#### 松原・吹田方面
- レーン数：3
  - ETC専用：1
  - 一般：2

#### 関西空港・和歌山方面
- レーン数：2
  - ETC専用：1
  - 一般：1

## 隣
E26 阪和自動車道
(13)美原南IC - 堺本線TB - (14)堺JCT- (15)堺IC - (16)岸和田和泉IC